# هوراشیو فیچ
هوراشیو فیچ (انگلیسی: Horatio Fitch; ۱۶ دسامبر ۱۹۰۰ – ۱ مهٔ ۱۹۸۵) ورزشکار دو و میدانی اهل ایالات متحده آمریکا بود.